# Kyra van Leeuwen

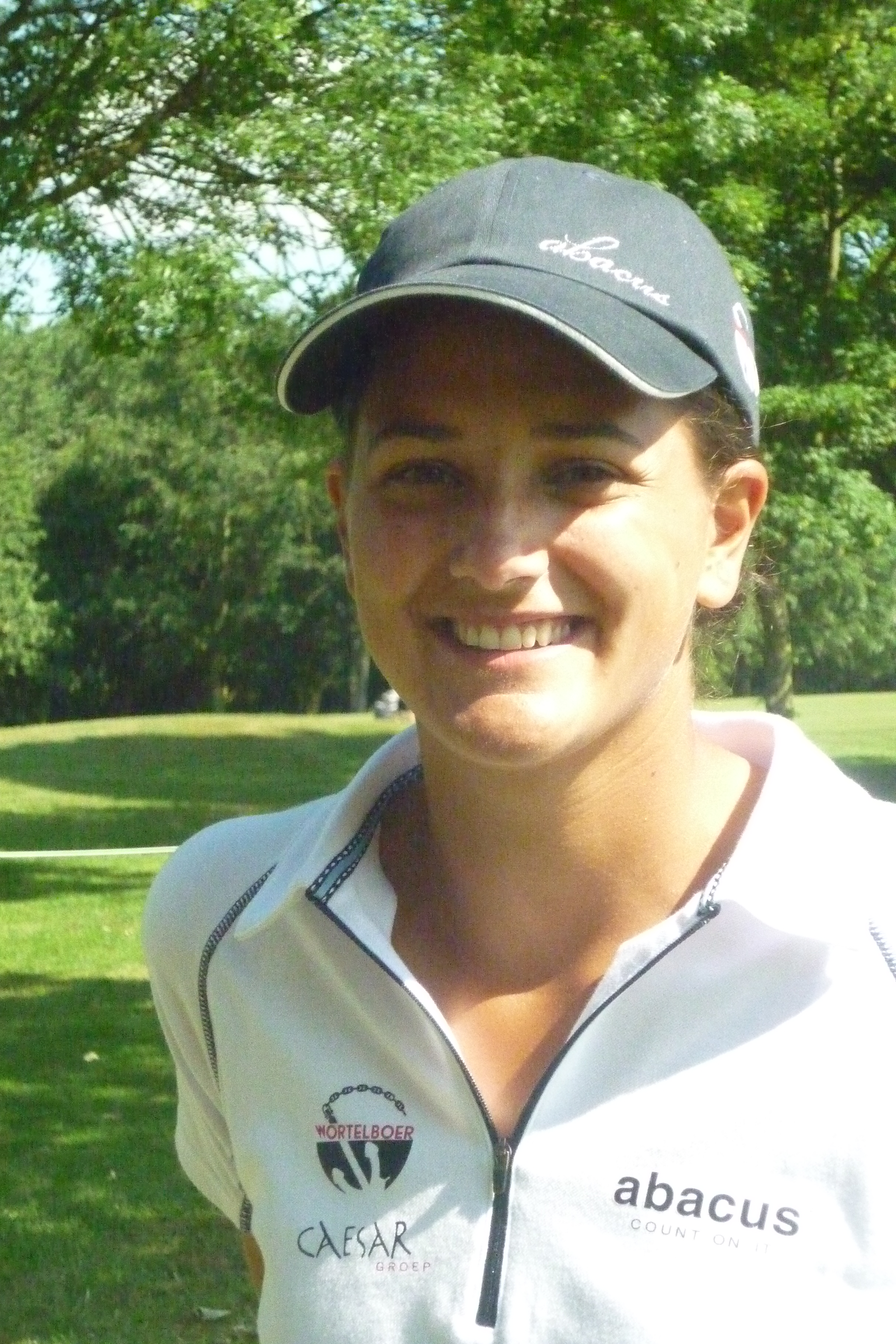
Deloitte Ladies Open op Broekpolder, 2011

Kyra van Leeuwen (8 april 1986) is een voormalig Nederlandse golfprofessional.

Kyra begon met golf op Golf Centrum Rotterdam en Golfclub Capelle en was vanaf 2003 lid op de Noordwijkse Golfclub en is met het eerste damesteam twee keer Nederlands Kampioen geworden in de Hoofdklasse (2003 en 2004). 

## Amateur

### Gewonnen
- 2005 en 2007:  NK Matchplay Junioren
- 2007  NK Matchplay Dames

Ook wint ze dat jaar het Nationaal Open voor dames. Op het EK Dames wordt ze 12e en voor het eerst mag ze meespelen op het KLM Ladies Open, waar ze op de 56ste plaats eindigt.
In 2008 is zij met het Nederlands team 2e geworden op het Europees Landen Team Kampioenschap (ELTK).

### Professional
In 2008 kwalificeerde ze zich voor de Ladies European Tour (LET) en werd professional. Van 2009 tot en met 2012 heeft zij op de Ladies European Tour gespeeld.